# القاهرة (جورجيا)
القاهرة في ولاية جورجيا (بالإنجليزية: Cairo)‏ ، هي مدينة أمريكية تابعة لولاية جورجيا، ويبلغ عدد سكانها 9.607 نسمة، وسميت القاهرة نسبة إلى العاصمة المصرية القاهرة .

## المناخ
يظهر الجدول التالي التغييرات المناخية على مدار السنة لالقاهرة:
| البيانات المناخية لـالقاهرة       | البيانات المناخية لـالقاهرة | البيانات المناخية لـالقاهرة | البيانات المناخية لـالقاهرة | البيانات المناخية لـالقاهرة | البيانات المناخية لـالقاهرة | البيانات المناخية لـالقاهرة | البيانات المناخية لـالقاهرة | البيانات المناخية لـالقاهرة | البيانات المناخية لـالقاهرة | البيانات المناخية لـالقاهرة | البيانات المناخية لـالقاهرة | البيانات المناخية لـالقاهرة | البيانات المناخية لـالقاهرة |
| الشهر                             | يناير                       | فبراير                      | مارس                        | أبريل                       | مايو                        | يونيو                       | يوليو                       | أغسطس                       | سبتمبر                      | أكتوبر                      | نوفمبر                      | ديسمبر                      | المعدل السنوي               |
| --------------------------------- | --------------------------- | --------------------------- | --------------------------- | --------------------------- | --------------------------- | --------------------------- | --------------------------- | --------------------------- | --------------------------- | --------------------------- | --------------------------- | --------------------------- | --------------------------- |
| متوسط درجة الحرارة الكبرى °ف (°م) | 64 (18)                     | 66 (19)                     | 73 (23)                     | 80 (27)                     | 86 (30)                     | 90 (32)                     | 91 (33)                     | 91 (33)                     | 87 (31)                     | 81 (27)                     | 71 (22)                     | 65 (18)                     | 79 (26)                     |
| متوسط درجة الحرارة الصغرى °ف (°م) | 42 (6)                      | 42 (6)                      | 48 (9)                      | 55 (13)                     | 62 (17)                     | 68 (20)                     | 70 (21)                     | 70 (21)                     | 67 (19)                     | 57 (14)                     | 46 (8)                      | 42 (6)                      | 56 (13)                     |
| الهطول إنش (مم)                   | 3.9 (99)                    | 4.1 (100)                   | 5.3 (130)                   | 3.9 (99)                    | 3.4 (86)                    | 5.5 (140)                   | 6.4 (160)                   | 5.6 (140)                   | 4.4 (110)                   | 2.5 (64)                    | 2.6 (66)                    | 3.5 (89)                    | 51.2 (1٬300)                |
| المصدر: Weatherbase               |                             |                             |                             |                             |                             |                             |                             |                             |                             |                             |                             |                             |                             |

## أعلام
- آرثر إل. وليامز جونيور
- جاكي روبينسون
- كليفورد هاموندس
- فيلي هاريس
- جو ونايت
- تشارلي لينكولن

## وصلات خارجية
- Cairo website
- City of Cairo from georgia.gov